# 下布赖茨巴赫
下布赖茨巴赫是德国图林根州的一个市镇。总面积30.00平方公里，总人口3719人，其中男性1879人，女性1840人（2011年12月31日），人口密度124人/平方公里。